# Sarape

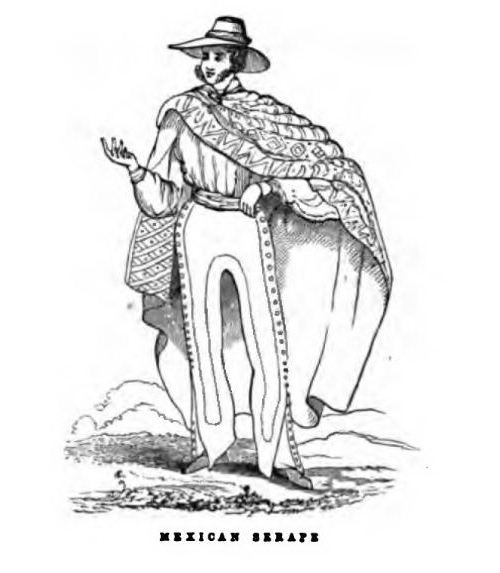
Il sarape.

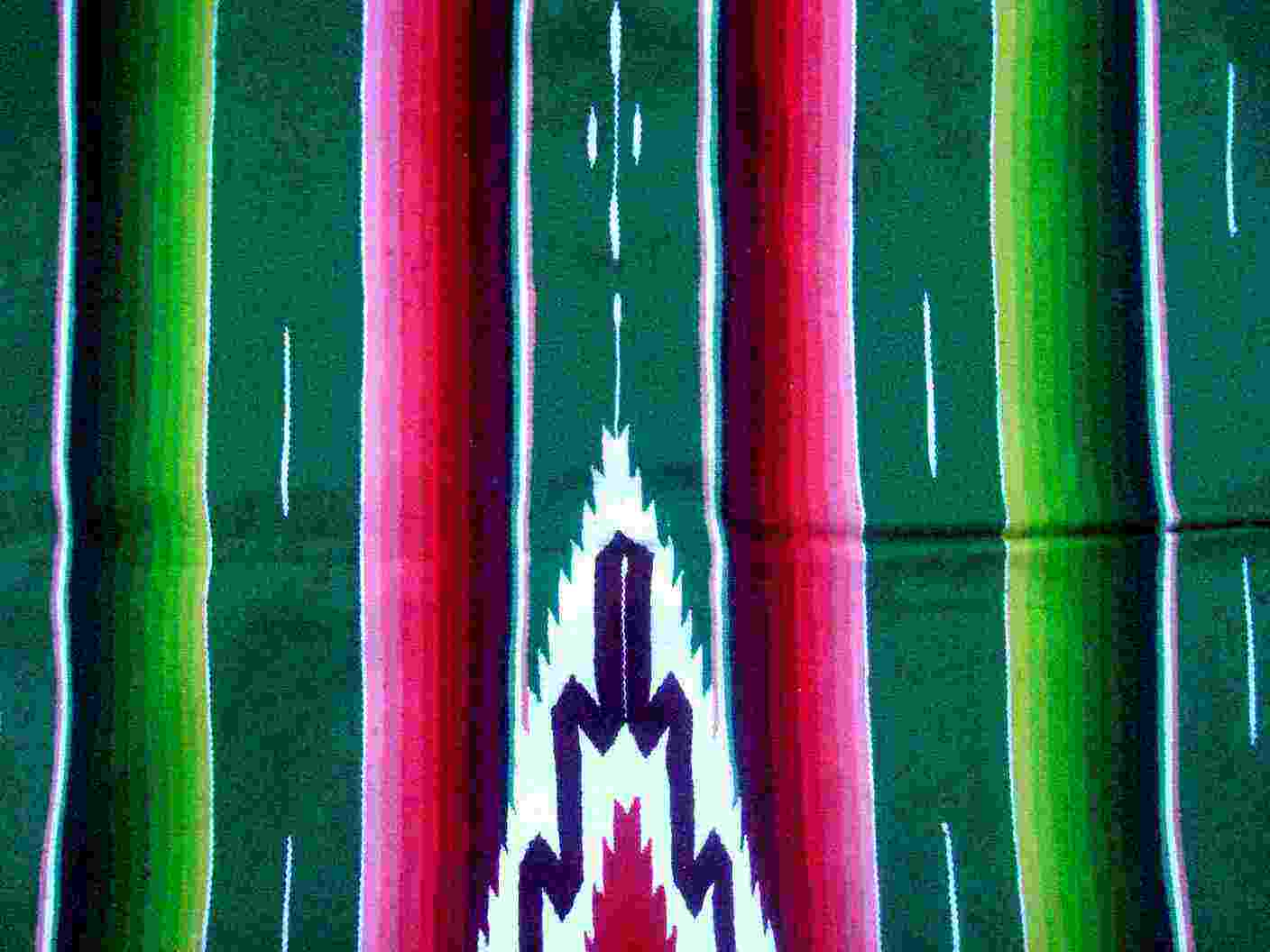
Tessuto per sarape.

Il sarape è l'abito tradizionale messicano, normalmente indossato dagli uomini. Caratteristico dello stato di Coahuila, nella parte nord-occidentale del Messico, il sarape consiste in un rettangolo di tessuto che viene usato come coperta o indossato appoggiato alle spalle o come un poncho, ovvero un ampio mantello con un foro centrale, in cui infilare la testa. È anche detto zarape e jorongo. Il suo equivalente femminile è il rebozo.  
Tradizionalmente era prodotto a mano, con grosso filato di lana o di cotone, di colore naturale o intessuto alternando a fasce di colore di base scuro o nero altre realizzate a tinte vivaci ed accese: (blu, rosso, giallo, arancione). Nella parte centrale possono essere presenti disegni geometrici a greca, tipici a seconda della zona di produzione. Oltre allo scopo primario di coprire dal freddo, il sarape è in uso come abito caratteristico tipico del folklore messicano, indossato anche in occasioni formali. 
Il personaggio interpretato da Clint Eastwood nei film della Trilogia del dollaro di Sergio Leone non indossa un sarape ma un poncho.

## Storia
Il sarape nasce dal meticciato della Nuova Spagna. L'arrivo degli spagnoli provocò non solo grandi cambiamenti nell'alimentazione, nella lingua e nella religione, ma anche nel vestiario. 
Si venne a creare con l'influenza del tilmàtli (o tilma), di origine nativa americana, e la cappa valenciana, di origine spagnola, poco dopo la conquista. Il metodo di tessitura, il filo, e il nodo dei due indumenti erano differenti l'uno dall'altro, il primo realizzato manualmente e il secondo tramite macchina, ma le due tecniche si adattarono, cambiando il metodo di lavorazione.
Gli indumenti di stile europeo furono adottati dagli indigeni americani, anche se non del tutto, dato che nel riprodurli le etnie native, quali gli yaqui e gli huicholes, inserirono la loro visione del mondo nel disegno, il che a volte conferisce un aspetto colorato e dei motivi intricati ad alcuni sarape come i sarapes de saltillo.